# Station Azory
Station Azory, op sommige borden ook wel Kutno Azory, is een spoorwegstation in de Poolse plaats Kutno. Het station ligt aan de splitsing van lijn 3 naar Konin en lijn 33 naar Płock, maar heeft enkel een perron aan de laatstgenoemde.
Dit station ligt aan de rand van de stad in de wijk Azory en is oorspronkelijk geopend als halte voor spoorwegpersoneel van het naastgelegen spoorwegdepot met locomotiefloods, dat inmiddels grotendeels gesloten is.
Gedurende een aantal jaren stopten er geen treinen op dit station, maar sinds 2007 stoppen de meeste treinen tussen Kutno en Sierpc hier weer.
Lijn 33 Kutno – Brodnica: 

0: Kutno ·
3: Azory ·
6: Florek ·
9: Raciborów Kutnowski ·
14: Strzelce Kujawskie ·
21: Sierakówek ·
28: Gostynin ·
34: Rogożew ·
39: Łąck ·
45: Płock Radziwie ·
52: Płock ·
58: Płock Trzepowo ·
65: Proboszczewice Płockie ·
73: Gozdowo ·
79: Susk ·
87: Sierpc ·
99: Szczutowo ·
109: Puszcza Rządowa ·
117: Rypin ·
129: Kretki ·
142: Brodnica

Lijn 56 Płock Radziwie – Płock Radziwie Port: 

0: Płock Radziwie ·
2: Płock Radziwie Port